# Rozwarowo
Rozwarowo (deutsch Ribbertow) ist ein Dorf in der polnischen Woiwodschaft Westpommern. Es gehört zur Gmina Kamień Pomorski (Gemeinde Cammin in Pommern) im Powiat Kamieński (Camminer Kreis).

## Geographische Lage

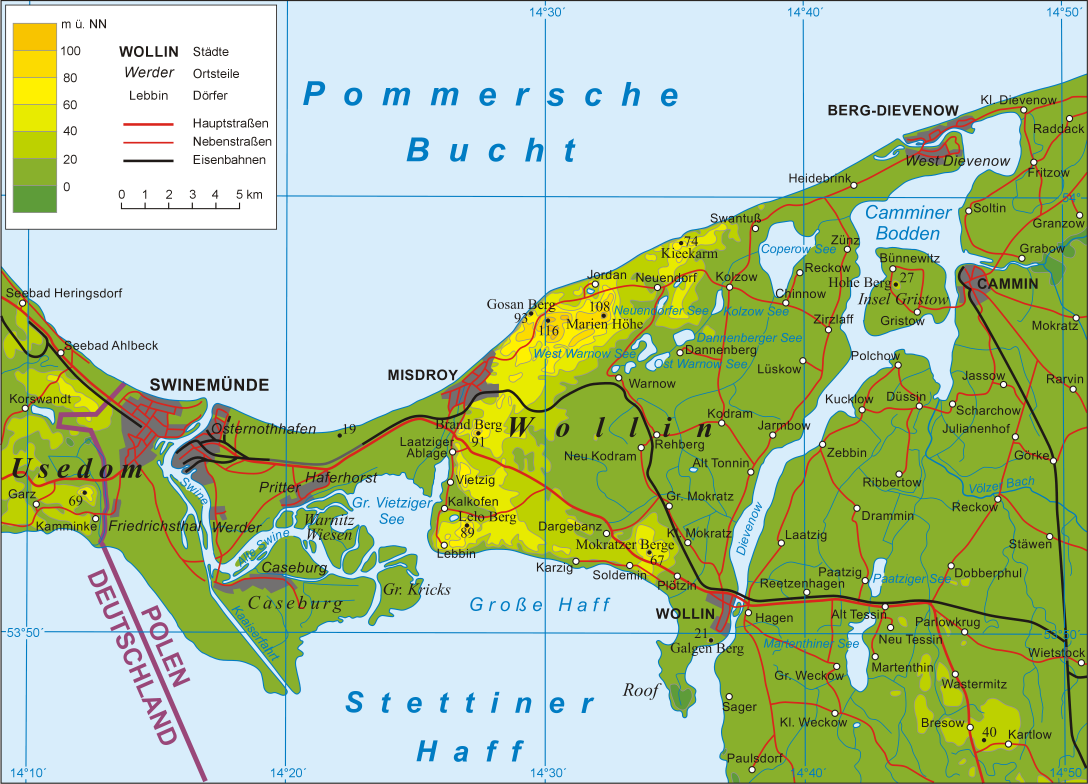
Ribbertow, östlich der Dievenow und südsüdwestlich der Stadt Cammin i. Pom.

Das Dorf liegt in Hinterpommern, etwa 50 Kilometer nordnordöstlich von Stettin, acht Kilometer südsüdwestlich von Kamień Pomorski (Cammin i. Pom.) und 3½ Kilometer ostsüdöstlich des Dorfs Sibin (Zebbin).
1200 Meter südöstlich des Dorfkerns befindet sich die Burgstelle des ehemaligen Köllerschen Stammhauses Wonneburg.

## Geschichte
Um 1473 besaßen Sabel und Engelke von dem Borne das damals Rusbertow genannte Gut als Lehen. Das nach dem Ableben des Engelin von der Borne erledigte Lehen Ribbertow verlieh 1488 Herzog Bogislaw X. der Familie Flemming, die nach den Musterrollen und Vasallen-Tabellen des 14. und 15. Jahrhunderts zahlreiche weitere Lehen in Hinterpommern besaß. Die Vasallen-Tabelle von 1756 weist den 46 Jahre alten Carl Friedrich von Flemming als Besitzer von Ribbertow aus. Dieser saß auch noch 1782 auf Ribbertow, als die adlige Ortschaft aus einem Vorwerk, einer Windmühle, drei Bauernhöfen, zwei Halbbauern, zwei Kossäten, einer Schmiede und einer Kapelle bestand und 17 Feuerstellen (Haushaltungen) aufwies.
Im Jahr 1884 besaß der Landschaftsrat von Flemming auf Benz das 596 Hektar große Rittergut Ribbertow. Ein Graf von Flemming besaß das Gut Ribbertow auch noch 1896.
Am 1. April 1927 hatte das Gut Ribbertow eine Flächengröße von 605 Hektar, und am 16. Juni 1925 hatte der Gutsbezirk 124 Einwohner. Der Gutsbezirk Ribbertow wurde zwischen 1928 und 1932 in eine Landgemeinde gleichen Namens umgewandelt.
Die Gemarkung der Landgemeinde Ribbertow hatte um 1930 eine Fläche von 6,1 km². Im Gemeindegebiet, in dem Ribbertow der einzige Wohnort war, standen insgesamt elf bewohnte Wohnhäuser.
Im Jahr 1945 gehörte die Landgemeinde Ribbertow zum Kreis Cammin i. Pom. in der preußischen Provinz Pommern. Ribbertow war dem Amtsbezirk Zebbin zugeordnet.
Gegen Ende des Zweiten Weltkriegs wurde die Region Anfang März 1945 von der Roten Armee besetzt. Nach Beendigung der Kampfhandlungen wurde Ribbertow zusammen mit ganz Hinterpommern von der Sowjetunion der Volksrepublik Polen zur Verwaltung überlassen. Danach begann die Zuwanderung polnischer Zivilisten. Die Landgemeinde Ribbertow wurde unter der polonisierten Ortsbezeichnung ‚Rozwarowo‘ verwaltet. In der Folgezeit wurde die einheimische Bevölkerung von der polnischen Administration aus Ribbertow und dem Kreisgebiet vertrieben.

### Demographie
| Jahr | Einwohner | Anmerkungen |
| ---- | --------- | --- |
| 1782 | –         | adlige Ortschaft, mit einem Vorwerk, einer Windmühle, drei Bauern, zwei Halbbauern, zwei Kossäten, einer Schmiede, einer Kapelle und 17 Feuerstellen (Haushaltungen) |
| 1818 | 118       | Dorf, Vorwerk und Windmühle, adlige Besitzung |
| 1852 | 131       | Gut |
| 1864 | 095       | am 3. Dezember, Gutsbezirk |
| 1867 | 111       | am 3. Dezember, Rittergut und Dorf |
| 1871 | 128       | am 1. Dezember, Rittergut und Dorf, sämtlich Evangelische |
| 1885 | 094       | am 1. Dezember, Gutsbezirk, sämtlich Evangelische |
| 1890 | 088       | am 1. Dezember, Gutsbezirk |
| 1910 | 100       | am 1. Dezember, Gutsbezirk |
| 1925 | 124       | darunter 111 Evangelische und vier Juden (neun Personen mit unbekanntem Glaubensbekenntnis)                                                                          |
| 1933 | 091       | [ 20 ] |
| 1939 | 090       | [ 20 ] |

## Kirche
Die bis 1945 anwesenden evangelischen Dorfbewohner gehörten zum Kirchspiel Zebbin.
Das katholische Kirchspiel war in Cammin i. Pom.
Die nach Kriegsende zugewanderte polnische Bevölkerung ist größtenteils römisch-katholisch.

## Persönlichkeiten
- Dorothea Sophia von Flemming (1675–1754), Mutter des Georg Detlev von Flemming (1699–1771), wurde hier geboren.